# Dryopteris insularis
Dryopteris insularis är en träjonväxtart som beskrevs av Kodama. Dryopteris insularis ingår i släktet Dryopteris och familjen Dryopteridaceae. Utöver nominatformen finns också underarten D. i. chichishimensis.